# 22394 Kondouakira
22394 Kondouakira este o planetă minoră (asteroid), cu un diametru de 9,362 km, din centura de asteroizi. A fost descoperită pe 2 octombrie 1994 la Kitami Observatory⁠(d) de Kin Endate. 
Obiectul prezintă o orbită caracterizată de o semiaxă mare de 2,6780319 UAi, o excentricitate de 0,19, o înclinație de 11,11877 ° în raport cu ecliptica.